# ۱۰۷۰ (میلادی)
۱۰۷۰ (میلادی) هزارو هفتادمین سال تقویم میلادی است.

## درگذشتگان
‎